# M/S Liverpool Seaways
M/S Liverpool Seaways, är ett ro-pax-fartyg som går mellan Kapellskär och Paldiski. Fartyget tillhör de tidigaste ro-pax-fartygen i det som utvecklades till den mycket framgångsrika serien av ro-pax-fartyg från Visentini med mer än tjugo beställda fartyg. 

## Historik
Fartyget levererades år 1997 som M/S Lagan Viking till Levantina Trasporti, Bari, Italien och sattes i trafik för Norse Irish Ferries mellan Belfast och Liverpool. Från 2002 mellan Belfast och Birkenhead för Norfolkline. 2005 blev den omdöpt till M/S Liverpool Viking och ersatt av den yngre M/S Lagan Viking, idag M/S Stena Lagan. År 2006 blev den insatt mellan Dublin och Liverpool. År 2010 övertar DFDS linjen och fartyget döps om till M/S Liverpool Seaways. År 2011 flyttas fartyget till linjen Karlshamn-Klaipeda. Fartyget utchartrades på ett till det estniska rederiet Navirail för linjen Hangö (Finland)– Paldiski (Estland) från januari 2014.
I januari 2015 sattes det in i DFDS egentrafik mellan Kapellskär och Paldiski.